# فلوريان فريتز
فلوريان فريتز (بالفرنسية: Florian Fritz)‏ هو لاعب اتحاد الرغبي فرنسي، ولد في 17 يناير 1984 في سينس (فرنسا) في فرنسا.

## وصلات خارجية
- فلوريان فريتز عل موقع إسبنسكروم (الإنجليزية)
- فلوريان فريتز على موقع ItsRugby.co.uk (الإنجليزية)